# ديف باركر
ديف باركر (بالإنجليزية: Dave Parker)‏ (و. 1951  م) هو لاعب كرة قاعدة، من الولايات المتحدة الأمريكية، ولد في مقاطعة كالهون.

## جوائز
حصل على جوائز منها:
- جائزة اللاعب الأكثر قيمة لدوري كرة القاعدة الرئيسي [الإنجليزية]‏
- جائزة القفاز الذهبي لرولينغز [الإنجليزية]‏.

## روابط خارجية
- ديف باركر على موقعبيزبول رفرنس.كوم (الدوري الرئيسي) (الإنجليزية)
- ديف باركر على موقعبيزبول رفرنس.كوم (الدوري الثانوي) (الإنجليزية)
- ديف باركر على موقع إي إس بي إن.كوم (أم.أل.بي) (الإنجليزية)
- ديف باركر على موقع مشجعي الرسوم البيانية (الإنجليزية)